# Thomas Brandl (Eishockeyspieler, 1991)
Thomas Brandl (* 8. Februar 1991 in Landshut) ist ein deutscher Eishockeyspieler, der seit Juli 2024 beim TSV 1862 Erding aus der drittklassigen Eishockey-Oberliga unter Vertrag steht und dort auf der Position des rechten Flügelstürmers spielt. Zuvor war Brandl unter anderem für die Kölner Haie und Straubing Tigers in der Deutschen Eishockey Liga (DEL) aktiv, wo er über 300 Partien absolvierte. Sein älterer Bruder Maximilian war ebenfalls professioneller Eishockeyspieler.

## Karriere
Thomas Brandl begann seine Karriere als Eishockeyspieler in seiner Heimatstadt in der Nachwuchsabteilung des EV Landshut, für die er von 2006 bis 2009 in der Deutschen Nachwuchsliga (DNL) aktiv war. Parallel lief der Angreifer in der Saison 2008/09 in insgesamt 36 Spielen für die Profimannschaft der Cannibals in der 2. Bundesliga auf, für die er vier Tore erzielte und zwei Vorlagen gab. Anschließend wurde er von den Kölner Haien aus der Deutschen Eishockey Liga (DEL) verpflichtet. Im Dezember 2009 wurde Brandl mit einer Förderlizenz für die Fischtown Pinguins Bremerhaven ausgestattet, um in der 2. Bundesliga Spielpraxis zu sammeln. Ende November 2010 wurde sein Vertrag in Köln aufgelöst und Brandl kehrte zu seinem Heimatverein nach Landshut zurück. Mit diesem gewann er am Ende der Spielzeit 2011/12 die Meisterschaft in der 2. Bundesliga.
Zur Saison 2013/14 unterschrieb der Stürmer einen Vertrag über ein Jahr Laufzeit bei den Straubing Tigers aus der DEL, der am Ende der Saison um ein weiteres Jahr verlängert wurde. In der folgenden Saison 2014/15 fiel Brandl regelmäßig aufgrund von Verletzungen – unter anderem einer Gehirnerschütterung und eines Innenbandanrisses – aus. Nach insgesamt sechs Jahren im Trikot der Niederbayern wechselte der Linksschütze im Sommer 2019 zu den Ravensburg Towerstars in die DEL2. Nach einem Jahr in Ravensburg folgte eine Spielzeit bei seinem Heimatverein in Landshut – ebenfalls in der DEL2. Anschließend wechselte er zusammen mit Dominik Boháč zum EC Bad Tölz. Nach dem Abstieg der Tölzer Löwen aus der DEL2 im April 2022 kehrte Brandl abermals zu seinem Heimatverein zurück.
Nach zwei weiteren Spieljahren in Landshut entschied sich der 33-Jährige im April 2024 dem Profibereich den Rücken zu kehren. Er wechselte daher zur Saison 2024/25 zum TSV 1862 Erding aus der viertklassigen Bayernliga. Mit dem Klub stieg er nach dem Gewinn der Meisterschaft im Frühjahr 2025 in die drittklassige Oberliga auf.

### International
Für Deutschland nahm Brandl an der U18-Junioren-Weltmeisterschaft 2009 teil, bei der er mit seiner Mannschaft den zehnten und somit letzten Platz belegte und in die Division I abstieg. Ein Jahr später trat er mit der deutschen U20-Auswahl bei der U20-Weltmeisterschaft der Division I an. Dabei erreichte das Team ungeschlagen den Aufstieg in die Top-Division, in der er mit der Mannschaft im Folgejahr auf dem Eis stand.

## Erfolge und Auszeichnungen
- 2010 Aufstieg in die Top-Division bei der U20-Junioren-Weltmeisterschaft der Division I, Gruppe A
- 2012 Meister der 2. Bundesliga mit den Landshut Cannibals
- 2025 Meister der Bayernliga und Aufstieg in die Oberliga mit dem TSV 1862 Erding

## Karrierestatistik
Stand: Ende der Saison 2024/25

### International
Vertrat Deutschland bei:
- U18-Junioren-Weltmeisterschaft 2009
- U20-Junioren-Weltmeisterschaft der Division I 2010
- U20-Junioren-Weltmeisterschaft 2011

(Legende zur Spielerstatistik: Sp oder GP = absolvierte Spiele; T oder G = erzielte Tore; V oder A = erzielte Assists; Pkt oder Pts = erzielte Scorerpunkte; SM oder PIM = erhaltene Strafminuten; +/− = Plus/Minus-Bilanz; PP = erzielte Überzahltore; SH = erzielte Unterzahltore; GW = erzielte Siegtore; 1 Play-downs/Relegation; Kursiv: Statistik nicht vollständig)